# A Dama do Lago (filme)
Lady in the Lake (br/pt A Dama do Lago) é um filme estadunidense de 1947, do gênero policial noir, protagonizado e dirigido (pela primeira vez nessa função) por Robert Montgomery, com roteiro de Steve Fisher baseado no livro homônimo de Raymond Chandler. É mais uma aventura do detetive particular Philip Marlowe.
A história é narrada pelo protagonista (Philip Marlowe), como é comum nos filmes "noir". A inovação está em que todas as cenas são vistas do ponto de vista de Marlowe, com os atores que interpretam os personagens que conversam com ele, falando diretamente para a câmera. Robert Montgomery só e visto em alguns momentos particularmente quando apresenta e encerra o caso. Durante o desenrolar da história, só se ouve sua voz ou se vê suas mãos, por exemplo. Nessas cenas, o rosto de Marlowe só aparece quando ele se olha em algum espelho.
A proposta era a de que o público assistisse apenas ao que Marlowe via e pudesse ir desvendando o caso à medida que o detetive também o fizesse. A promoção da MGM afirmava que o estilo era revolucionário e que era a primeira vez que isso acontecia, desde a introdução do cinema falado. Além disso, não há trilha sonora.

## Elenco
- Robert Montgomery...Philip Marlowe
- Audrey Totter...Adrienne Fromsett
- Lloyd Nolan...tenente-investigador DeGarmot
- Tom Tully...Capitão da Polícia Fergus K. Kane
- Leon Ames...Derace Kingsby
- Jayne Meadows...Mildred Haveland
- Richard Simmons...Chris Lavery
- Morris Ankrum...Eugene Grayson
- Lila Leeds...recepcionista
- William Roberts...artista
- Kathleen Lockhart...senhora Grayson

## Sinopse
O caso se passa durante a época do Natal, na cidade de Bay City (inspirada em Santa Mônica (Califórnia)). O detetive particular Philip Marlowe está com pouco dinheiro e resolve escrever um conto policial baseado em sua experiência profissional, e o envia a uma editora especializada em publicações de crime e horror. A editora-executiva Adrienne Fromsett se mostra interessada em comprar a história e o chama ao escritório e Marlowe logo percebe que ela na verdade está também à procura de um detetive particular que seja discreto, como o de seu conto. A editora lhe oferece 200 dólares para que investigue o paradeiro da mulher de seu patrão Derace Kingsby, sem que ele saiba. A senhora Kingsby fugira com o amante Chris Lavery e Marlowe deduz que o interesse de Adrianne é que o patrão encontre a esposa para que oficializem o divórcio e ela possa ficar com ele.
Marlowe vai atrás de Lavery que não colabora e ainda o incrimina com a polícia. Adrianne chama Marlowe novamente e lhe diz que Lavery e a senhora Kingsby fugiram para um lago, localizado a uma hora da cidade. Marlowe percebe que Adrianne conhece Lavery. Ao ir ao lago, Marlowe fica sabendo do caso do afogamento de uma mulher não identificada. Marlowe ouve que um policial de Bay City estivera ali fazendo perguntas e acha estranho quando o capitão Kane lhe afirma que não sabia do caso, pois não era sua jurisdição. Enquanto isso ocorre um assassinato em Bay City e Marlowe acha que esse homicídio tem ligação com a mulher afogada no lago.

## Rádio
O programa de rádio estadunidense Lux Radio Theater transmitiu uma adaptação de 60 minutos do filme, em 9 de fevereiro de 1948, com Robert Montgomery e Audrey Totter repetindo seus papeis do cinema.

## Repercussão
A crítica de cinema do The New York Times escreveu (tradução livre): "Ao fazer a câmera participar ativamente da história, o senhor Montgomery falhou ao explorar todas as possibilidades sugeridas pela sua proposta técnica não usual. Após alguns minutos vendo uma mão segurando uma maçaneta de uma porta, acendendo um cigarro ou limpando os óculos, a novidade começa a se desgastar."